# Червонец Петра I (1701)
Червонец Петра I образца 1701 года — золотая монета без обозначения номинала. Чеканилась на Кадашёвском монетном дворе в 1701—1703 годах.

## История
Денежная реформа Петра I предусматривала переход на новую технологию чеканки. Необходимо было наладить выпуск золотых монет как высшей денежной расчётной единицы — круглой формы и стандартного веса. Для этой цели в Москве в 1701 году был открыт Кадашёвский монетный двор.
Чеканка золотых червонцев была начата на Кадашёвском монетном дворе в 1701 году. Это были первые ходячие золотые монеты в истории России. Червонец образца 1701 года чеканился из золота 969-й пробы, по весу и диаметру он примерно соответствовал западноевропейскому дукату. Единым штемпелем с червонцем чеканился и двойной червонец образца 1701 года, имевший вдвое большую толщину и, соответственно, вес.

## Описание
Диаметр — 24 мм; вес — 3,47 г (из них 3,36 г чистого золота); металл — золото 969-й пробы; гурт — гладкий.

### Аверс
На аверсе монеты изображён погрудный профильный портрет Петра I, развёрнутый вправо. Голова царя увенчана с лавровым венком, он облачён в плащ с пряжкой на правом плече. По кругу монеты надпись «ЦАРЬ ПЕТР АЛЕКСЕЕВИЧ», разорванная на две части портретом. По краю монеты — выпуклый точечный ободок.

### Реверс
На реверсе монеты изображён герб России начала XVIII века — двуглавый орёл с тремя коронами. В правой лапе орла — скипетр, в левой — держава. На груди орла — щит с гербом Москвы. Ниже орла под горизонтальной чертой — выполненная кириллицей дата чеканки. По кругу монеты надпись «САМОДЕРЖЕЦ ВСЕЯ РОССИИ», разорванная на две части средней короной орла. По краю монеты — выпуклый точечный ободок.